# João Bosco
João Bosco de Freitas Mucci, conocido como João Bosco (pronunciación en portugués: [ˈʒoãw ˈbosku]) es un cantante brasileño y compositor con un estilo distintivo como guitarrista. En los 1970s estableció su reputación en la música popular brasileña (portugués: "música de pop brasileño") colaborando con el letrista Aldir Blanc.
Nacido en 1946, en Ponte Nova, Minas Gerais, su profesión era ingeniería, cuando se muda a Río de Janeiro, donde sus canciones serían también grabadas por Elis Regina y fue un éxito.  Pronto se lo admira como vocalista versátil e intérprete dinámico. João ha sido comentado por su "fusión singular de cultura árabe, música afroestadounidense y estilos brasileños bossa nova," influidos por el jazz. En la introducción a sus tres volúmenes Songbook, Almir Chediak observa, "compositor brillante, João hace construcciones melódicas y armónicas, y es entre los más auspiciosos en música brasileña." El capítulo Cinco de Maestros de la Canción brasileña Contemporánea MPB 1965-1985 por Charles A. Perrone (U Texas P 1989) está dedicado al trabajo de Bosco y Blanc.
Su padre era libanés.

## Composiciones notables
- Papel Mache
- Corsário
- O Mestre Sala dos Mares
- Kid Cavaquinho
- Amante latino
- Jade

## Discografía
- Discoteca De Bolso (Pasquim) 1972
- João Bosco 1973
- Caça à Raposa 1975
- Galos De Briga 1976
- Discoteca De Ouro (con Aldir Blanc) 1977
- Tiro De Misericórdia 1977
- Linha De Passe 1979
- Bandalhismo 1980
- Essa É Un Sua Vida 1981
- Comissão De Frente 1982
- João Bosco Ao Vivo 1983
- Gagabirô 1984
- Cabeça de Nego 1986
- Ai Ai Ai De Mim 1987
- Bosco 1989
- Zona De Fronteira 1991
- Acústico MTV 1992
- Na Onda Que Balança 1994
- Dá Licença Meu Senhor 1995
- Cuando Mil E Uma Aldeias 1997
- Benguelê 1998
- Na Esquina 2000
- João Bosco Ao Vivo 2001
- Malabaristas Sinal Vermelho 2003
- Songbook 1/2/3 2003
- Obrigado Gente! Ao Vivo 2006  (rendimiento vivo DVD disponible)
- Senhoras Hacer Amazonas 2010
- Não vou pro céu, mas já não vivo no chão 2009
- 40 Anos Depois (CD y DVD)2012
- Boca cheia de frutas 2025